# Janus de Savoie
Janus de Savoie dit aussi de Genève, né en 1440 à Genève, Comté de Genève, Duché de Savoie et mort à Annecy le 22 décembre 1491, est un membre de la maison de Savoie, fait comte apanagiste de Genevois, baron de Faucigny et de Beaufort, de 1460 jusqu'à sa mort.

## Biographie

### Origines
Janus, on trouve aussi le prénom Jean,, porte un prénom utilisé par la maison de Lusignan.
Sa date de naissance ne semble pas faire consensus. Le généalogiste de la maison de Savoie, Samuel Guichenon, n'en donnait aucune. Le site Internet de généalogie Foundation for Medieval Genealogy (FMG) indique le 8 septembre 1440. L'historien suisse Édouard Mallet (1836) précisait quant à lui « né à Genève le 8 novembre 1440, à 11 heures du matin ». Il a été repris notamment par les historiens Brocard et Marçais, auteurs d'un ouvrage sur Anne de Chypre (1994) ou encore Michel Germain, auteur de l'ouvrage généraliste Personnages illustres des Savoie (2007).
Il est le fils de Louis Ier de Savoie, second duc de Savoie, prince de Piémont, comte d'Aoste et de Maurienne, et de Anne de Lusignan ou de Chypre, fille de Janus, roi de Chypre et roi titulaire de Jérusalem,. Le placement dans la fratrie ne fait pas consensus : Mallet (1836), et à sa suite Brocard/Marçais (1994) et Germain (2007) le placent comme 3e enfant et fils du couple, tout comme le site sabaudia.org. Le site FMG le place quant à lui en 8e position et 6e fils.
Janus est élevé à la cour du duc Charles d’Orléans. L'historien Laurent Perrillat le décrit comme très probablement « raffiné (voire efféminé ?), lettré et sage ».

### Comte de Genève
Son frère aîné, Louis, dit de Genève, abandonne le titre de comte de Genève pour devenir roi de Chypre, à la suite de son mariage en  1459. Janus obtient à sa suite le titre et les droits sur l'apanage du Genevois en deux temps. Premièrement, le 13 février 1460, à Chieri, il est fait également baron du Faucigny et de Beaufort, seigneur d'Ugine, de Faverges et de Gordans. Dans un second temps, le 27 septembre 1463, il obtient le pouvoir politique et financier sur son apanage, recevant ainsi l'autorisation de « recevoir les hommages des vassaux de Genevois, Faucigny et Beaufort et une pension de 6000 florins, basée sur les revenus de ces pays ».
Lorsque son père meurt, en 1466, « il reçoit pleine possession de sa principauté et peut la gouverner directement. » C'est à cette période que son frère aîné, Louis, n'ayant pu maintenir son titre de roi de Chypre, tente de contester l'héritage de son cadet.
Un contrat de mariage est signé le 2 mars 1465, au château de Beaurevoir, afin d'épouser Hélène, la fille de Louis de Luxembourg, connétable et comte de Saint-Pol,,,. Ils se marient l'année suivante, à Genève.
Lors du conflit opposant le roi de France, Louis XI, à Charles le Téméraire, en 1468, il prend le parti de la France, tandis que son frère Philippe II, dit sans Terre est aux côtés des Bourguignons. Ce positionnement lui permet d'avoir un rôle majeur en accueillant dans son château d'Annecy les pourparlers entre les Suisses, alliés du roi de France, et les diplomates du duc de Savoie, dont son petit-neveu Philibert Ier, qui s'était rangé aux côtés du duc de Bourgogne. En position de faiblesse, les Savoyards doivent renoncer ainsi à certaines positions en pays de Vaud et bas Valais.
Durant son règne, il réside non seulement au château d'Annecy, ancienne capitale du comté, mais aussi dans les châteaux comtaux de Duingt, acquis en 1462, de Clermont et de Bonneville, qui fait figure de seconde capitale.
En 1471, il fonde un couvent de cordeliers, à Cluses. La ville sera détruite par les flammes en 1478.
Sa fille, Louise, épouse en 1487 François de Luxembourg, vicomte de Martigues. Son épouse, Hélène de Luxembourg décède l'année suivante, le 23 août 1488. Janus de Savoie épouse quelques mois plus tard, en secondes noces, Madeleine de Brosse, dite de Bretagne, fille de Jean III, comte de Penthièvre,.

### Mort et sépulture

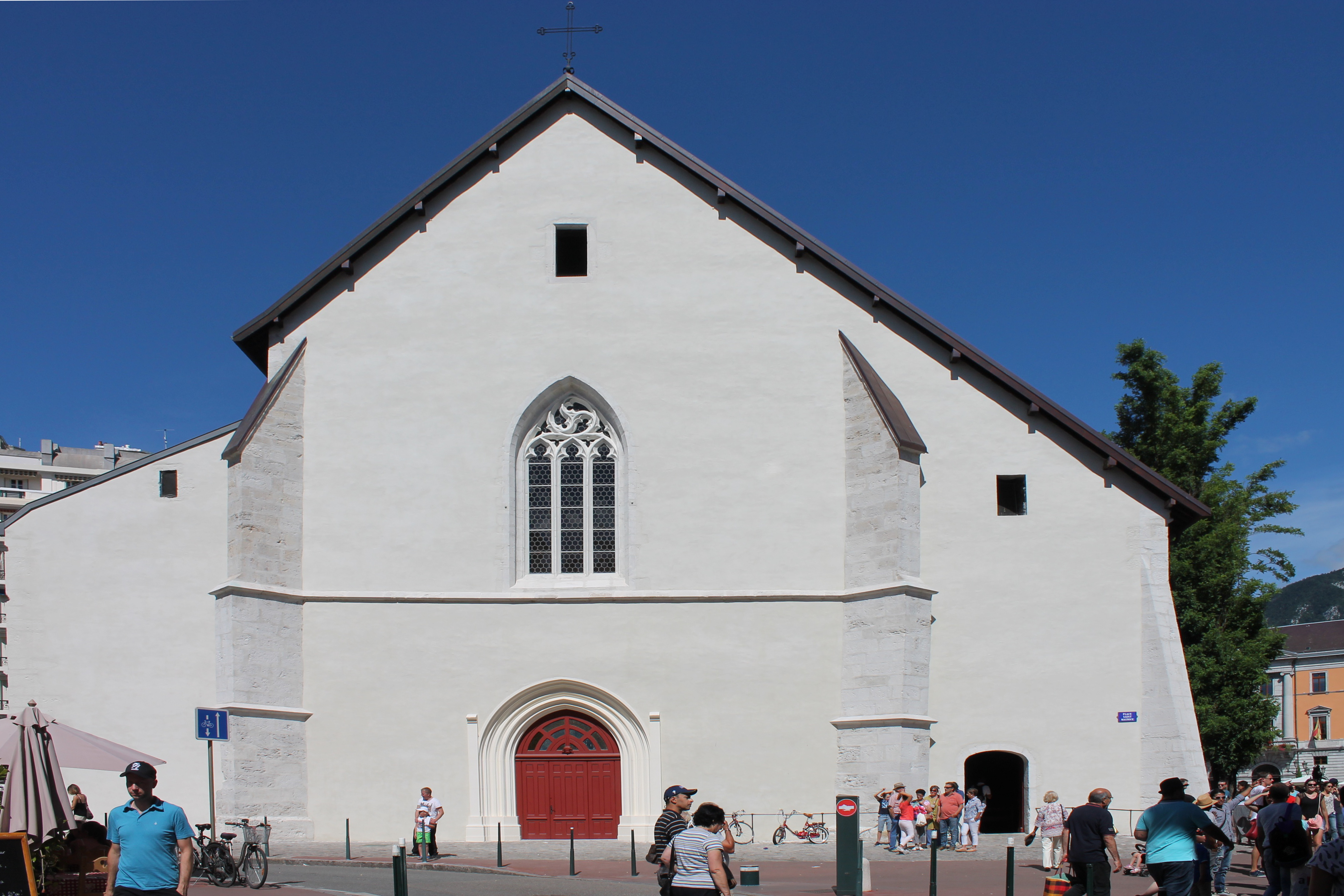
Vue de l'ancienne église Saint-Dominique (aujourd'hui dédiée à Saint-Maurice).

Janus établi son testament le 22 avril 1491 au château d'Annecy,,. Sa fille Louise, est son héritière universelle, dans le cas où il n'aurait pas de descendance mâle avec sa seconde épouse.
L'année de sa mort n'est pas précisément connue, les historiens donnant les années 1491 et 1492. Selon la tradition, débutant avec Samuel Guichenon (XVIIe siècle), il meurt le 22 décembre 1491,. Le médiéviste Laurent Ripart (2001) donne pour sa part l'année suivante, sans préciser le jour.
Il est inhumé, selon ses souhaits, dans l'église du couvent des dominicains d'Annecy,,, dans la chapelle Notre-Dame de Pitié et Saint-Michel, au côté de son épouse Hélène de Luxembourg décédée en 1488. Cette chapelle avait été édifiée à sa demande le 23 mai 1478. Sa sépulture est réalisée en marbre noir et ne porte aucune inscription.
L'apanage du Genevois, Faucigny et Beaufort retombe dans le domaine ducal.

## Famille
Janus de Savoie épouse en 1465 Hélène de Luxembourg († 1488), fille du comte Louis de Luxembourg-Saint-Pol, avec qui il a une fille unique, Louise (1467-1530),,.
Il épouse en secondes noces, en 1488, Madeleine de Brosse, fille du comte Jean III de Brosse (sans postérité),.
Sa fille, Louise, est née en 1467, à Talloires. Elle est « portée au baptême » par l'évêque de Genève, Jean-Louis de Savoie, son oncle. Samuel Guichenon la dit « marquise de Baugé (ou Bagé), Dame de Thorens, de Richemont, de Montrosset, d'Arbusigny, de Duyn, de Conflens et de Cusy ». Elle est fiancée le 10 avril 1473 à son cousin germain Charles, fils du duc Amédée IX de Savoie,. Toutefois, elle est mariée, le 23 septembre 1483, au frère puîné de ce dernier, Jacques-Louis de Savoie (Chambéry 1er juillet 1470 † Turin 27 juillet 1485), dit marquis de Gex, sans postérité,.
Le 28 novembre 1487, elle est remariée avec François de Luxembourg, vicomte de Martigues, fils de Thibault de Luxembourg, seigneur de Fiennes, comte de Brienne, et de son épouse Philippine (Philippotte) de Melun d'Epinoy,. Elle apporte en dot « les seigneuries d'Evian, de Féternes, de Monteil, de Vevey, de Blonay et de la Tour de Peyl en Pays de Vaud ».
Elle meurt le 1er mai 1530 et est inhumée, comme ses parents, dans l'église du couvent des dominicains d'Annecy,.